# Evropesma
L'Evropesma (o Europjesma; in serbo Европесма?; in montenegrino: Еуропјесма) è stato un festival musicale serbo-montenegrino utilizzato per selezionare il rappresentante della confederazione all'Eurovision Song Contest.
Nelle ultime due edizioni il Beovizija e il Montevizija, rispettivamente i metodi di selezione nazionale serbo e montenegrino, sono stati utilizzati come semifinali per l'Evropesma.
Con l'indipendenza del Montenegro, la confederazione si sciolse pertanto il festival non fu più organizzato.

## Storia
Il primo Evropesma fu organizzato nel 2004 dalla Udruženje javnih radija i televizija (UJRT), ossia l'unione delle emittenti RTS e RTGC. I 24 partecipanti furono selezionati in parte attraverso il Beovizija serbo, internamente dall'emittente montenegrina e per il resto dall'UJRT. Tra le controversie sul voto dei giurati, trionfò Željko Joksimović, che rappresentando la Serbia e Montenegro all'Eurovision Song Contest 2004 di Istanbul, raggiunse il 2º posto.
Il festival si tenne anche l'anno successivo e i 24 partecipanti furono selezionati attraverso il Beovizija e il Montevizija. Prima ancora che lo show iniziasse, il Montenegro accusò la Serbia di favorire i propri rappresentanti, Ogi Radivojević e Jelena Tomašević, tuttavia vinse la band montenegrina No Name, che mantenne in top 10 la confederazione con un 7º posto all'Eurovision 2005 di Kiev. Anche questa edizione non fu estranea alle polemiche, infatti la giuria montenegrina assegnò i punteggi più bassi ai partecipanti serbi e la giuria serba fece lo stesso con la controparte.
L'ultima edizione si tenne nel 2006 e si ripresentarono puntuali gli stessi problemi con il voto; inoltre durante lo show, gli spettatori lasciarono la sede del festival e tirarono degli oggetti contro i vincitori, ossia i No Name. I risultati controversi obbligarono l'UJRT a rifiutare l'esito del festival, pertanto il direttore generale di RTS e UJRT, Aleksandar Tijanić, scrisse al direttore di RTGC, Radovan Miljanić, suggerendo l'organizzazione di una nuova selezione nazionale. L'emittente montenegrina aveva nel frattempo chiesto l'intervento dell'Unione europea di radiodiffusione (UER), che aveva lasciato alle emittenti la responsabilità di trovare una soluzione. Non trovando una soluzione, l'emittente serbo-montenegrina si ritirò il 20 marzo 2006, non prendendo parte all'Eurovision Song Contest 2006 di Atene.
Il 21 maggio 2006 il Montenegro, tramite referendum, dichiarò la propria indipendenza, decretando lo scioglimento della confederazione. I due paesi debuttarono all'Eurovision Song Contest 2007 di Helsinki separatamente, e l'Evropesma fu sostituito dal Beovizija in Serbia e dal Montevizija in Montenegro.

## Edizioni
| Anno | Luogo     | Vincitore         | Canzone       | Posizione all'ESC |
| ---- | --------- | ----------------- | ------------- | ----------------- |
| 2004 | Belgrado  | Željko Joksimović | Lane moje     | 2°                |
| 2005 | Podgorica | No Name           | Zauvijek moja | 7°                |
| 2006 | Belgrado  | No Name           | Moja ljubavi  | /                 |